# Euro-herdenkingsmunt
Dit artikel geeft een overzicht van alle euro-herdenkingsmunten.

## Herdenkingsmunten van € 2

### Nationale herdenkingsmunten van € 2
De Europese Commissie heeft eind 2003 het slaan van nationale herdenkingsmunten toegestaan. Vanaf 2004 mag elk land in de eurozone, eenmaal per jaar, een nationale herdenkingsmunt van € 2 uitbrengen. De Europese Unie heeft overigens op 4 juli 2012 besloten dat vanaf 17 augustus 2012 ieder land twee, eigen, herdenkingsmunten per jaar mag slaan. Deze nationale herdenkingsmunten van € 2 zijn wettig betaalmiddel in de gehele eurozone.

In 2004 waren er gelijk al zes landen die van dit, nieuw verworven, recht gebruik maakten:
- Griekenland sloeg een € 2-munt ter herdenking van de Olympische Zomerspelen van 2004 (maart 2004).
- Luxemburg liet een € 2-munt vervaardigen met beeldenaar en monogram van de groothertog (juni 2004).
- Finland gaf een € 2-munt uit ter gelegenheid van de uitbreiding van de Europese Unie met 10 nieuwe lidstaten op 1 mei 2004 (juni 2004).
- San Marino sloeg munt uit, historicus en numismaticus, Bartolomeo Borghesi (december 2004).
- Italië eerde 50 jaar Wereldvoedselprogramma met een € 2-munt (december 2004).
- Vaticaanstad ten slotte, herdacht zichzelf: 75ste verjaardag van de stichting van Vaticaanstad (december 2004).

Nadien is er per slagjaar een steeds wisselend aantal nationale € 2-herdenkingsmunten in uitgegeven:
- in 2005: acht (België, Finland, Italië, Luxemburg, Oostenrijk, San Marino, Spanje, Vaticaanstad).
- in 2006: zeven (België, Duitsland, Finland, Italië, Luxemburg, San Marino, Vaticaanstad).
- in 2007: zeven (Duitsland, Finland, Luxemburg, Monaco, Portugal, San Marino, Vaticaanstad).
- in 2008: tien (België, Duitsland, Finland, Frankrijk, Italië, Luxemburg, Portugal, San Marino, Slovenië en Vaticaanstad).
- in 2009: negen (België, Duitsland, Finland, Italië, Luxemburg, Portugal, San Marino, Slowakije en Vaticaanstad).
- in 2010: twaalf (België, Duitsland, Finland, Frankrijk, Griekenland, Italië, Luxemburg, Portugal, San Marino, Slovenië, Spanje en Vaticaanstad).
- in 2011: zestien (België, Duitsland, Finland, Frankrijk, Griekenland, Italië, Luxemburg, Malta, Monaco, Nederland, Portugal, San Marino, Slovenië, Slowakije, Spanje en Vaticaanstad).
- in 2012: dertien (België, Duitsland, Finland, Frankrijk, Italië, Luxemburg (2×), Malta, Monaco, Portugal, San Marino, Spanje en Vaticaanstad).
- in 2013: drieëntwintig (België, Duitsland (2×), Finland (2×), Frankrijk (2×), Griekenland (2×), Italië (2×), Luxemburg, Malta, Monaco, Nederland (2×), Portugal, San Marino, Slovenië, Slowakije, Spanje en Vaticaanstad (2×)).
- in 2014: zevenentwintig (Andorra, België (2×), Duitsland, Finland (2×), Frankrijk (2×), Griekenland (2×), Italië (2×), Letland, Luxemburg (2×), Malta (2×), Nederland, Portugal (2×), San Marino (2×), Slovenië, Slowakije, Spanje (2×) en Vaticaanstad).
- in 2015: achtentwintig (Andorra (2×), België, Duitsland (2×), Finland (2×), Frankrijk (2×), Griekenland, Italië (2×), Letland (2×), Litouwen, Luxemburg (2×), Malta (2×), Monaco, Portugal (2×), San Marino (2×), Slovenië, Slowakije, Spanje en Vaticaanstad).
- in 2016: tweeëndertig (Andorra (2×), België (2×), Duitsland, Estland, Finland (2×), Frankrijk (2×), Griekenland (2×), Ierland, Italië (2×), Letland (2×), Litouwen, Luxemburg, Malta (2×), Monaco, Oostenrijk, Portugal (2×), San Marino (2×), Slovenië, Slowakije, Spanje en Vaticaanstad (2×)).
- in 2017: tweeëndertig (Andorra (2×), België (2×), Cyprus, Duitsland, Estland, Finland (2×), Frankrijk (2×), Griekenland (2×), Italië (2×), Letland (2×), Litouwen, Luxemburg (2×), Malta (2×), Monaco, Portugal (2×), San Marino (2×), Slovenië, Slowakije, Spanje en Vaticaanstad (2×)).
- in 2018: zesendertig (Andorra (2×), België (2×), Duitsland (2×), Estland (2×), Finland (2×), Frankrijk (2×), Griekenland (2×), Italië (2×), Letland (2×), Litouwen (2×), Luxemburg (2×), Malta (2×), Monaco, Oostenrijk, Portugal (2×), San Marino (2×), Slovenië, Slowakije, Spanje (2×) en Vaticaanstad (2×)).
- in 2019: tweeëndertig (Andorra (2×), België (2×), Duitsland (2×), Estland (2×), Finland, Frankrijk (2×), Griekenland (2×), Ierland, Italië, Letland, Litouwen (2×), Luxemburg (2×), Malta (2×), Monaco, Portugal (2×), San Marino (2×), Slovenië, Slowakije, Spanje en Vaticaanstad (2×)).
- in 2020: vierendertig (Andorra (2×), België (2×), Cyprus, Duitsland (2×), Estland (2×), Finland (2×), Frankrijk (2×), Griekenland (2×), Italië (2×), Letland, Litouwen (2×), Luxemburg (2×), Malta (2×), Monaco, Portugal (2×), San Marino (2×), Slovenië, Slowakije, Spanje en Vaticaanstad (2×)).
- in 2021: eenendertig (Andorra (2×), België (2×), Duitsland, Estland (2×), Finland (2×), Frankrijk (2×), Griekenland, Italië (2×), Letland, Litouwen (2×), Lu×emburg (2×), Malta (2×), Monaco, Portugal (2×), San Marino (2×), Slovenië, Slowakije, Spanje en Vaticaanstad (2×)).
- in 2022: dertig (Andorra (2×), België, Duitsland, Estland (2×), Finland (2×), Frankrijk (2×), Griekenland, Italië (2×), Letland, Litouwen (2×), Luxemburg (2×), Malta (2×), Monaco, Portugal, San Marino (2×), Slovenië, Slowakije, Spanje (2×) en Vaticaanstad (2×)).
- In 2023: zesendertig (Andorra (2×), België (2x), Cyprus, Duitsland (2x), Estland, Finland (2×), Frankrijk (2×), Griekenland (2x), Ierland, Italië (2×), Kroatië, Letland, Litouwen, Luxemburg (2×), Malta (2×), Monaco, Portugal (2x), San Marino (2×), Slovenië, Slowakije (2x), Spanje (2×) en Vaticaanstad (2×)).
- In 2024: vijfendertig (Andorra (2×), België (2x), Cyprus, Duitsland (2x), Estland, Finland (2×), Frankrijk (2×), Griekenland (2x), Italië (2×), Kroatië (2x), Letland, Litouwen, Luxemburg (2×), Malta (2×), Monaco, Portugal (2x), San Marino (2×), Slovenië, Slowakije, Spanje (2×) en Vaticaanstad (2×)).
- Voor 2025 hebben de volgende 20 landen een nationale 2 euro herdenkingsmunt op het programma staan: Andorra, België, Duitsland, Estland, Finland, Frankrijk, Griekenland, Italië, Kroatië, Letland, Litouwen, Luxemburg, Malta, Monaco, Portugal, San Marino, Slovenië, Slowakije, Spanje en Vaticaanstad. Hierbij kan worden aangetekend dat Andorra, België, Duitsland, Finland, Frankrijk, Griekenland, Italië, Kroatië, Litouwen, Luxemburg, Malta, Monaco, Portugal en San Marino te kennen hebben gegeven 2 nationale € 2 herdenkingsmunten uit te zullen geven. Vaticaanstad zal in 2025 zelfs 3 nationale €2-herdenkingsmunten uitgeven. Met de uitgifte van de € 2 herdenkingsmunt Sede Vacante MMXXV maakt Vaticaanstad gebruik van de uitzonderingsregel dat, wanneer de functie van staatshoofd tijdelijk vacant is of slechts voorlopig is vervuld, er nog een derde €2-herdenkingsmunt  mag worden uitgegeven. Cyprus, Ierland, Nederland en Oostenrijk hebben aangegeven in 2025 geen nationale herdenkingsmunt van 2 euro uit te zullen geven, zodat er vooralsnog 36 nationale herdenkingsmunten van 2 euro zullen worden uitgegeven in 2025.

### Gemeenschappelijke herdenkingsmunten van € 2
Het commerciële succes van de nationale herdenkingsmunten van € 2 heeft een vervolg gekregen met de uitgifte van gemeenschappelijke herdenkingsmunten van € 2. Het bijzondere van deze gezamenlijke herdenkingsmunten is, dat de zogenaamde nationale zijde òòk een gemeenschappelijk ontwerp zal hebben. Feitelijk hebben deze munten dus twee gemeenschappelijk zijden.
Van de gezamenlijke herdenkingsmunten van € 2 is het volgende overzicht te maken:
- 2007: herdenkingsmunt 50 jaar Verdrag van Rome
- 2009: herdenkingsmunt 10 jaar Europese Monetaire Unie en de invoering van de euro in het girale betalingsverkeer
- 2012: herdenkingsmunt 10 jaar euro
- 2013: herdenkingsmunt 50 jaar Frans-Duits vriendschapsverdrag (Élysée-verdrag)
- 2015: herdenkingsmunt 30 jaar Europese vlag
- 2018: herdenkingsmunt 100 jaar sinds de oprichting van de Baltische staten
- 2019: herdenkingsmunt 30ste verjaardag van de val van de Berlijnse Muur
- 2022: herdenkingsmunt 35-jarig bestaan van het ERASMUS-programma

#### 50 jaar Verdrag van Rome
Op 5 mei 2006 werd bekendgemaakt dat er op 25 maart 2007 een speciale € 2-herdenkingsmunt uitgegeven zou worden ter gelegenheid van het 50-jarig jubileum van het Verdrag van Rome. Dezelfde munt zou door alle EU-lidstaten uit de eurozone worden uitgegeven, met voor ieder land een, toch nog, lichte nationale variatie, omdat de landsnaam en de naam van het verdrag in de eigen landstaal vermeld zullen worden.

De niet-lidstaten uit de eurozone, Monaco, San Marino en Vaticaanstad hebben niet aan de uitgifte deelgenomen.

#### 10 jaar EMU
Aanvankelijk werd gedacht dat de gezamenlijke herdenkingsmunt een eenmalige aangelegenheid zou zijn. Dat is niet het geval: op 12 november 2007 werd bekendgemaakt dat er in 2009 een tweede gemeenschappelijke € 2-herdenkingsmunt zal worden uitgegeven.

De nieuwe € 2-herdenkingsmunt heeft het 10-jarig jubileum van de Europese Monetaire Unie en de invoering van de girale euro, per 1 januari 1999, als onderwerp.
Ook deze munt is door alle EU-lidstaten binnen de eurozone uitgegeven, met voor ieder land slechts een lichte nationale variatie.

De niet-lidstaten uit de eurozone, Monaco, San Marino en Vaticaanstad hebben niet aan de uitgifte deelgenomen.

#### 10 jaar euro
Begin 2012 is er een derde gemeenschappelijke herdenkingsmunt van € 2 uitgegeven, met als thema de viering van 10 jaar euro. Alle 17 EU-landen uit de eurozone hebben aan deze gemeenschappelijke uitgifte deelgenomen. De ministaatjes Vaticaanstad, Monaco en San Marino hebben, omdat zij geen lid zijn van de EU, wederom niet deelgenomen. Hoewel San Marino in 2012 een herdenkingsmunt van € 2 heeft uitgegeven met hetzelfde thema en een vrijwel identiek ontwerp (slechts het lettertype verschilt) wordt deze niet tot de gemeenschappelijke uitgifte gerekend maar als een nationale herdenkingsmunt van € 2 beschouwd.

#### 50 jaar Frans-Duits vriendschapsverdrag (Élysée-verdrag)
Op 22 januari 2013 hebben Frankrijk en Duitsland een gemeenschappelijke herdenkingsmunt van € 2 uitgegeven met als thema 50 jaar Frans-Duits vriendschapsverdrag (Élysée-verdrag).

#### 30 jaarEuropese vlag
In het najaar van 2015 is er een vierde gemeenschappelijke herdenkingsmunt van € 2 uitgegeven met als thema 30 jaar Europese vlag. Alle 19 EU-landen uit de eurozone hebben aan deze gemeenschappelijke uitgifte deelgenomen. De ministaatjes Vaticaanstad, Monaco, San Marino en Andorra hebben niet deelgenomen aan deze uitgifte.

#### 100 jaar sinds de oprichting van deBaltische staten
Op 31 januari 2018 hebben Letland, Estland en Litouwen een gemeenschappelijke herdenkingsmunt van € 2 uitgegeven die is gewijd aan de oprichting van de drie onafhankelijke staten 100 jaar geleden.

#### 30steverjaardag van de val van deBerlijnse Muur
Op 10 oktober 2019 hebben Frankrijk en Duitsland wederom een gemeenschappelijke herdenkingsmunt van € 2 uitgegeven, ditmaal met als thema de 30ste verjaardag van de val van de Berlijnse Muur.

#### 35-jarig bestaan van hetERASMUS-programma
Op 1 juli 2022 is er een vijfde gemeenschappelijke herdenkingsmunt van € 2 uitgegeven met als thema het 35-jarig bestaan van het ERASMUS-programma. Zoals gebruikelijk hebben alle 19 EU-landen uit de eurozone weer aan deze gemeenschappelijke uitgifte deelgenomen. En zoals gewoonlijk hebben de ministaatjes Andorra, Monaco, San Marino en Vaticaanstad, omdat zij geen lid zijn van de EU, wederom niet aan deze uitgifte deelgenomen.

## Herdenkingsmunten met een afwijkende waarde
Verdragen over de euro laten ook herdenkingsmunten toe met een andere waarde dan 2 euro.
De meerwaarde herdenkingsmunten dienen aan een aantal voorwaarden te voldoen, zoals:
- Alleen geldigheid in het land van uitgifte en niet in de gehele eurozone;
- De waarde mag niet een van de reguliere waardes zijn;
- De afbeeldingen moeten van de reguliere munten zowel voor- en achterzijde te onderscheiden zijn;
- De kleur, diameter en dikte moeten op minstens 2 punten afwijkend zijn;
- De rand en het randschrift moeten afwijken van de reguliere waardes.

De waarden die voorkomen zijn onder andere:
- € 00,25 (Frankrijk en Portugal)
- € 01,50 (Portugal)
- € 02,50 (Portugal)
- € 03,00 (Slovenië)
- € 05,00 (Nederland, Oostenrijk, Portugal en Finland)
- € 08,00 (Portugal)
- € 10,00 (Nederland, Duitsland, Oostenrijk, Finland en Portugal)
- € 12,00 (Spanje)

De genoemde landen zijn de landen die de desbetreffende waarde uitgeven als wettig betaalmiddel. Je kan deze munten dus krijgen voor de nominale waarde. Er zijn dus nog meer waarden uitgegeven, maar die zijn slechts als verzamelmunt verkrijgbaar, en worden dus niet geaccepteerd in de winkels. Een extreem voorbeeld hiervan is de Wiener Philharmoniker-munt met een waarde van 100.000 euro (zie Oostenrijkse meerwaardeherdenkingsmunten).